# Ophiorrhiza rupestris
Ophiorrhiza rupestris är en måreväxtart som beskrevs av William Botting Hemsley. Ophiorrhiza rupestris ingår i släktet Ophiorrhiza och familjen måreväxter. Inga underarter finns listade i Catalogue of Life.